# Одиночество

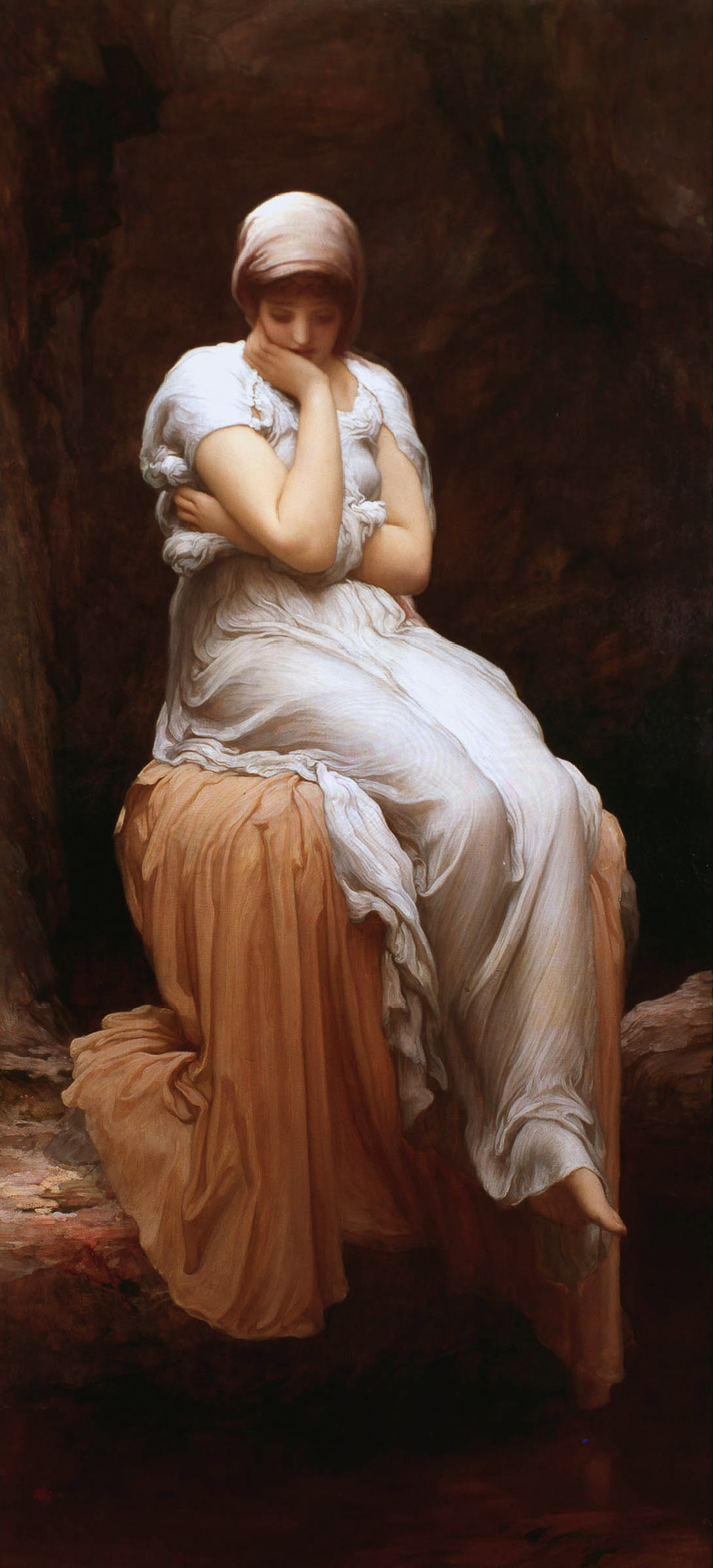
Фредерик Лейтон, «Одиночество», 1890 г.

Одино́чество — состояние одинокого человека. Состояние и ощущение человека, находящегося в условиях коммуникативной изоляции от других людей, разрыва социальных связей, отсутствия значимого для него общения. В рамках данного понятия различают два различных феномена — позитивное (уединённость, англ. solitude) и негативное (изоляция, англ. loneliness или isolation) одиночество, однако чаще всего понятие одиночества имеет негативные коннотации.
Одиночество может являться причиной психических заболеваний, социальной проблемой и даже причиной самоубийства.
Проблема определения одиночества связана с многообразием трактовок этого понятия у разных исследователей: чувство одиночества и социальная изоляция; болезненное переживание вынужденной изоляции и добровольное уединение, связанное с экзистенциальным поиском. Чувство одиночества исполняет регулятивную функцию и включено в механизм обратной связи, помогающий индивиду регулировать оптимальный уровень межличностных контактов. Однако физическая изоляция человека не всегда приводит к одиночеству.

## Субъективное восприятие одиночества
Экстраверты и интроверты по-разному воспринимают одиночество. Пока вокруг экстраверта есть люди, от одиночества он страдать не будет. Интроверту же важно, чтобы у него был именно близкий друг, любимый человек, с которым можно поговорить. Но любой человек имеет качества как интроверта, так и экстраверта (в разных пропорциях), поэтому практически каждый человек хоть раз ощущал одиночество.
Более остро чувствуют одиночество люди, которые привыкли быть в центре внимания, ведут активный образ жизни, выросли в многодетных семьях. Спокойнее переносят одиночество те, кто к нему привыкли, те, кто живут одни. Часто от одиночества страдают пожилые люди.

## Одиночество у женщин
Данные Н. В. Водопьяновой свидетельствуют, что переживание одиночества у женщин связано с неудовлетворенностью их прошлой и неуверенностью в будущей счастливой жизни. Социальная жизнь современного человека все больше становится поверхностной.
Зинченко Е. В., Рудя И. А. было проведено исследование, с целью изучить уровень субъективного одиночества у женщин, в том числе имеющих и не имеющих партнера. Респондентами выступили 70 женщин в возрасте от 18 до 40 лет. Использовались методика диагностики уровня субъективного ощущения одиночества Д. Рассела и М. Фергюсона и опросник «Одиночество» Т. А. Шкурко, В. Ю. Прядкиной.
Согласно полученным данным, большинство респондентов показали средний или низкий уровень субъективного одиночества, с существенными различиями между двумя этими группами, такими как недоверие к окружающим, негативная оценка своих отношений с другими людьми, негативное самоотношение, приоритет общения с самим собой, неудовлетворенность отношениями, страхи, ненаполненность жизни, чувство опустошенности. Полученные данные подтверждают, что субъективно одинокие и субъективно не одинокие женщины отличаются по всем параметрам переживания одиночества. В целом же субъективное одиночество у российских женщин сравнительно невысокое.

## Одиночество в психологии
В отечественной психологии изучение одиночества как психологического феномена связано с именами К. А. Абульхановой-Славской, Ж. В. Пузановой, Л. И. Старовойтовой, Г. М. Тихонова, С. Г. Трубниковой; в исследование культурно-исторических форм одиночества внесли вклад С. А. Ветров, О. В. Данчева, Н. Е. Покровский, Ю. М. Швалб, Т. А. Шкурко и др.
В современных социально-культурных условиях общение перестало быть доверительным и искренним, что приводит к появлению переживания одиночества в условиях активного общения с другими людьми.
В психологии нет единого определения одиночества и причин его возникновения. Д. Перлман и Л. Э. Пепло, подводя итог изучения одиночества, начатого в 1938 г. Дж. Зилбургом, выделяют следующие теоретические подходы к анализу одиночества:
- Патология, причины которой следует искать в ранних детско-родительских отношениях (Дж. Зилбург, X. С. Салливан, Ф. Фромм-Рейхман);
- Феноменологического — переживание, возникающее в ответ на ожидание отказа со стороны других людей (К. Роджерс);
- Экзистенциального — творческое состояние человека (К. Э. Мустакас);
- Социологического — нормативное явление, характеризующее современное общество (Ф. И. Слейтер, Д. Рисмен);
- Интеракционистского — переживание, появляющееся в результате недостаточности социального взаимодействия индивида, которое удовлетворяет основные социальные запросы личности, как результат комбинированного влияния личностного фактора и фактора ситуации (Р. С. Вейс);
- Когнитивного — реакция на восприятие того факта, что социальные связи индивида не соизмеряются с определённым внутренним стандартом (Л. Э. Пепло, Д. Перлман);
- Интимного — результат рассогласования между желаемым и достигнутым уровнями социального контакта с другими людьми (В. Дж. Дерлега, С. Т. Маргулис);
- В рамках общесистемного подхода одиночество рассматривается как механизм обратной связи, помогающий индивиду или обществу сохранить устойчивый оптимальный уровень человеческих контактов (Дж. П. Фландерс).

Современные отечественные исследования одиночества рассматривают его как социальный, социально-психологический феномен, показывают важную роль социальных потребностей и их удовлетворения / неудовлетворения в качестве пускового механизма возникновения переживания одиночества, отмечают как негативные, так и позитивные аспекты его влияния на личность, подчеркивают, что одиночество как субъективное переживание относительно независимо от объёма и характера межличностных контактов человека и определяется его личностными особенностями. Большинство авторов связывают одиночество с отсутствием привязанности, духовных отношений, чувства общности.
Одиночество может испытывать молодой человек или девушка, которые не могут найти себе подходящего партнёра, или пожилой человек, утративший знакомых и близких и не умеющий найти общий язык с людьми. Одиночество нередко переживают люди с инертной нервной системой, с трудом завязывающие новые контакты, медленно привыкающие к новым знакомым. В крайнем случае одиночество может привести к депрессии.
Напоминает одиночество, но в то же время не носит такого глубокого характера, нехватка обратной связи, обусловленная либо ситуацией, либо темпераментом (психологическим типом) данного человека. В свою очередь, одиночество может быть обусловлено глубокими патологическими изменениями в психике индивида (например, аутизм).
Существует ряд психологических факторов, которые способствуют одиночеству. Например, это может быть низкая самооценка, которая приводит к избеганию контактов с другими людьми из-за страха подвергнуться критике, что, в свою очередь, создаёт порочный круг — в результате отсутствия контактов самооценка ещё больше падает. Слабые навыки общения также способствуют возникновению одиночества. Люди с плохо развитыми навыками межличностного общения, низкой социализацией из-за страха потерпеть неудачу в отношениях или попасть в психологическую зависимость также нередко стремятся к одиночеству, особенно если у них уже есть неудачный опыт общения с другими людьми.
Немаловажную роль играет восприятие одиночества самим человеком. Его можно использовать для работы над собой. Человеку со здоровыми психикой и рассудком свободное одиночество должно служить для изменения себя в лучшую сторону, самосовершенствования.
По мнению французского писателя Андре Мальро, только активность духовная может актуализировать те образующие пространство культуры вневременные ценности, приобщение к которым способно компенсировать утрату истинных смыслов и, как следствие, одиночество, разобщённость, индивидуализм современного человека.
По данным опроса, проведённого ВЦИОМ в январе 2018 г., одинокими себя чувствуют 6 % опрошенных россиян. 41 % опрошенных считают, что за последние пять лет вокруг них стало больше одиноких людей, 15 % считают, что стало меньше.

## Одиночество и самооценка
Особенности одиночества у подростков рассматривались в отечественной литературе О. Б. Долгиновой, А. И. Захаровым, С. Г. Корчагиной и В. Г. Казанской и другими, в зарубежной литературе — Г. Салливаном, В. Серма. Г. Салливан считал, что одиночество начинает проявляться в подростковом возрасте, когда внутри ребёнка борются два человека: «внешний» и «внутренний», из-за чего и возникает чувство одиночества.
Одной из составляющих самосознания является самооценка, неадекватность которой можно рассматривать как причину одиночества. "При адекватной самооценке, формирующейся в семьях, уважающих и признающих личность ребёнка, одиночество правильнее было бы рассматривать как «уединение», положительный опыт, который ведет к оптимальному развитию личности, попытке «разобраться в самом себе».
Заниженная или завышенная самооценка ведет к негативному переживанию одиночества. При завышенной самооценке не складываются отношения со сверстниками, поскольку эгоизм и сильная неуверенность в себе приводит к острому чувству одиночества. При заниженной самооценке подросток пассивен, застенчив и непопулярен среди сверстников, что тоже приводит к переживанию одиночества.
Кокшаров В. И., Бородина В. Н., Кадетова Л. А. провели исследование взаимосвязи одиночества и самооценки у подростков. Респондентами выступили 39 подростков в возрасте 14—15 лет. Использовались методика исследования самооценки личности С. А. Будасси, «Степень одиночества» И. Татарского, методика диагностики ощущения одиночества Д. Рассела и М. Фергюсона. Анализ данных показал, что 36,67 % испытуемых имеют низкий уровень выраженности показателей самооценки, 16,67 % — средний и 46,67 % — высокий. Высокие уровни одиночества диагностировалась у 50 % испытуемых, такие подростки испытывают сложности во взаимоотношениях не только с окружающими, но и с самими собой. Характерны низкая степень принятия себя и уровень личной энергетики. Средняя степень одиночества — у 13,3 % испытуемых. 36,7 % подростков не испытывают чувства одиночества, хорошо и много общаются. Таким образом, результаты проведенного исследования указывают на взаимосвязь между одиночеством и самооценкой у подростков, проявляющуюся как на уровне субъективного ощущения одиночества, так и на уровне общения с окружающими и принятия себя.

## Одиночество в произведениях
Одиночество как состояние нередко выражается в музыке, кино, литературе и поэзии.
1. Роман А. Стриндберг, «Одинокий».
2. Дина Ораз, стихотворение «Одинокий ребёнок» из книги М. Кабылбаева «Покажи мне небо. Дневники отца».
3. Мишель Корретт «Прелести одиночества», сонаты для 2-х виолончелей op.20 (1739). Соната VI ре мажор.
4. Микаэл Таривердиев, «Одинокий саксофон».
5. Джеймс Ласт, «Одинокий пастух».
6. Иосиф Бродский, «Одиночество».
7. Рей Брэдбери, «Каникулы».
8. «Дорогой Эван Хансен»